# Las Aventuras de Pin Pin
Las Aventuras de Pin Pin es un programa infantil televisivo de Panamá protagonizado por el payaso Pin Pin. Durante los años 1990, fue uno de los principales programas de producción nacional que presentaron juegos y canciones en sus episodios con el propósito de transmitir mensajes educativos.
Su primera emisión fue en el año 1993 por TVN Canal 2 los sábados a las 10:00 a. m. En la actualidad se transmite por Internet.
En 1993 fue nominado a uno de los Premios Unicef que la ONG realizó en el país entre los años 1991-1994 para reconocer las iniciativas de TV, radio o prensa a favor de la niñez.

## Historia
Pin Pin fue creado por Luis Eduardo Sagel en el año de 1988, durante la crisis económica de Panamá. En ese entonces Sagel se desempeñaba como gerente de mercadeo de una agencia de seguros y estaba en búsqueda de algunos emprendimientos para mejorar su situación financiera. Una de las campañas publicitarias que hizo para la agencia tenía como protagonista a un payaso, el cual llamó la atención de una amiga que justamente necesitaba uno para el cumpleaños de su hijo. Sagel le explicó que el joven de la campaña no era un payaso real por lo que la amiga decidió alquilar su disfraz para que se lo pusiera otra persona. Sin embargo, no encontró alguien que quisiera aceptar el trabajo y al final el propio Sagel decidió interpretar al personaje por sesenta dólares.
La idea de bautizar al personaje como Pin Pin nació el mismo día antes de la fiesta, cuando escuchó en la radio de su auto una canción cuyo estribillo decía «Pin Pin, cayó Berlín; Pon Pon, cayó Japón». Después de esa primera presentación llegaron más contratos para hacer shows de animación para niños en diferentes lugares, y su carrera como payaso empezó a crecer. Eventualmente logró convertirse en el primer personaje infantil panameño en tener productos promocionales como paletas de Nestlé y una comida infantil de Burger King Panamá.
En los años noventa surgió la oportunidad de crear su propio programa de televisión, el cual fue llamado Las Aventuras de Pin Pin. La primera emisión del show fue el 12 de octubre de 1993 por el canal 2 (TVN). Para su producción contaba con un estudio de grabación propio y un staff de 25 colaboradores, entre los cuales estaban los muñecos Piololo, Pecky, Plofy, las payasitas Pin-pon-pun y las Pininas, que eran las animadoras. El programa estaba conformado por cápsulas educativas como "Nuestros valores", "Conoce tu país", concursos, entrevistas y segmentos musicales preparados para el entretenimiento del público asistente y televidente.
Posteriormente el programa se transmitió por canal 5 FETV y finalmente por canal 4 durante una breve temporada hasta 2002. 
Años después de haberse retirado de la televisión Pin Pin anunció el regreso eventual del show, el cual se empezó a transmitir desde el 11 de septiembre de 2020 por internet bajo el nuevo nombre de 'Las Aventuras de Pin Pin Live'.  Este también cuenta en la actualidad con una radio en Internet llamada Pin Pin Radio.

## Música
El tema musical principal del programa se titulaba «El show de Pin Pin». Otro de los temas populares del programa fue «¡Woe!», el cual hace referencia al grito que identifica a Pin Pin para animar al público. Pin Pin llegó a recorrer todo el país llevando más de 53 canciones con letras de mensajes positivos para la niñez usando ritmos variados como merengue, salsa y rock and roll. La composición y arreglos de estos temas estuvieron a cargo del compositor Aníbal Múñoz.

## Discografía
- Las Aventuras de Pin Pin
- ¡Woe!
- El pequeño Mundo de Pin Pin
- Pin Pin Enseña los Valores
- Los éxitos de Pin Pin
- Las Aventuras De Pin Pin 30 Aniversario - Pin Pin Por Siempre